# Mimomyagrus pfanneri
Mimomyagrus pfanneri är en skalbaggsart som beskrevs av Stefan von Breuning 1970. Mimomyagrus pfanneri ingår i släktet Mimomyagrus och familjen långhorningar. Inga underarter finns listade i Catalogue of Life.